# 糸価安定施設法
糸価安定施設法（しかあんていしせつほう、昭和12年3月30日法律第16号）は、糸価の安定に関する法律である。

## 概要
この法律は、「産繭処理統制法」といわば姉妹関係にあるともいえる。
産繭処理統制法の議会通過のさいに、「輸出生糸販売の統制に関する法案を提出すべし」という貴衆両院の付帯決議に応じるかたちで、第七十議会を通過した。
ただし、付帯決議が輸出生糸の販売に限定するのに対して、この法律は、広く糸価一般の安定を目的とするものであった。
業者の発意に基づいてまず糸価安定施設組合が組織され、この組合を通じて政府は買い入れまたは売り渡しの申し込みに応じ、糸価の大きな変動を防ぐのがその骨子である。
しかし買い入れまたは売り渡しに応じるには高値、安値いずれもともに一定の標準が必要とされる。
その計算方法は別に勅令で定められる。
そしてこの標準範囲内での実際の買い入れまたは売り渡し値段は養蚕業者、製糸業者、問屋、輸出業者、取引業者、学識経験者および政府当局から組織される「糸価安定委員会」に諮問され、定められる。
糸価安定委員会の組織は、糸価安定委員会官制（昭和12年7月28日勅令第370号）によって規定された。
なお、政府の売り渡しまたは買い入れについてはあらたに特別会計が設けられ、すでに政府が所有する補償生糸をこれに帰属させ、一方では短期証券を最高7000万円まで資金に充当する。
この法律は1944年（昭和19年）に、糸価安定施設法廃止及蚕糸業統制法中改正法律（昭和19年2月16日法律第23号）により廃止され、同法附則の規定によって、同年4月1日から施行された。

## 改正
本法は、1941年（昭和16年）、蚕糸業統制法（昭和16年3月13日法律第67号）附則68条の規定によって、一部改正された。
改正の結果、本法の規定に基づく糸価安定施設組合は解散となり、糸価安定施設組合の権限は政府が行使することとなった。
また、糸価安定委員会に代えて、蚕糸委員会が設けられた。蚕糸委員会の組織は、蚕糸委員会官制（昭和16年4月23日勅令第481号）によって規定された。
なお、本改正規定は、蚕糸業統制法ノ一部施行期日ノ件（昭和16年4月19日勅令第462号）によって、1941年（昭和16年）4月21日から施行された。